# Bob Johnston
Bob Johnston (Hillsboro (Texas), 14 mei 1932 - Nashville (Tennessee), 14 augustus 2015) was een Amerikaanse muziekproducer die vooral in de periode 1965-1975 bekend geworden is als als producer van de studio-lp's van Bob Dylan, als producer van Parsley, Sage, Rosemary and Thyme en Sounds of Silence van Simon & Garfunkel, van Leonard Cohens Songs from a Room, Songs of Love and Hate en Live songs en van Johnny Cash' livealbums At Folsom Prison en At San Quentin.

## Biografie
Johnston komt uit een muzikale familie, zowel zijn moeder als grootmoeder waren songwriters. Hij trouwde met songwriter Joy Byers, met wie hij ook samen schreef voor Elvis Presley en Timi Yuro.
In 1964 begon Johnston bij Kapp Records in New York, daarna bij Columbia Records in New York en later ook bij Columbia Records in Nashville (Tennessee).
Johnston had een salaris als producer, maar geen royalty's en verdiende weinig in vergelijking met wat de door hem geproduceerde albums opbrachten. Hij verliet Columbia en vestigde zich als onafhankelijk producer.
Met Leonard Cohen tourde hij in 1972 in diens begeleidingsgroep op orgel, wat resulteerde in het album Live songs.
Als gevolg van problemen met de belastingdienst IRS, zag Johnston zich genoodzaakt te verhuizen naar Austin (Texas), waarna hij enige tijd geen producerswerk deed.
In 1992 produceerde hij een song op  Willie Nelsons album The IRS Tapes: Who'll Buy My Memories? (Nelson had eveneens problemen met deze belastinggdienst).
Johnson werd een week voor zijn dood opgenomen in een ziekenhuis in Nashville. Hij overleed op 14 augustus 2015.